# Chorismagrion risi
Chorismagrion risi is een libellensoort uit de familie van de Synlestidae, onderorde juffers (Zygoptera).
De wetenschappelijke naam van de soort is voor het eerst geldig gepubliceerd in 1914 door Morton.